# Nam Quang
Nam Quang là một xã thuộc tỉnh Cao Bằng, Việt Nam.

## Địa lý
Xã Nam Quang nằm ở phía tây bắc huyện Bảo Lâm, có vị trí địa lý:
- Phía đông giáp thị trấn Pác Miầu
- Phía tây giáp xã Thạch Lâm
- Phía nam giáp xã Quảng Lâm
- Phía bắc giáp xã Lý Bôn và xã Nam Cao.

Xã Nam Quang có diện tích 72,70 km², dân số năm 2019 là 4.919 người, mật độ dân số đạt 68 người/km².
Trên địa bàn xã Nam Quang có dãy núi Đan Linh và các núi Khủng Khoàng, Nậm Ròm. Dòng chính của sông Gâm cùng quốc lộ 34 tạo thành ranh giới tự nhiên phía đông của xã. Ngoài ra, trên địa phận xã còn có suối Nam Quang (Nậm Quang) và suối Khuổi Qua. Mỏ vàng Nam Quang cũng nằm trên địa phận xã.

## Hành chính
Xã Nam Quang được chia thành 11 xóm: Đon Sài, Khâu Cà, Khuổi Qua, Khuổi Hẩu, Nà Đấng, Nà Héng, Nà Pù, Nà Rình, Nặm Ròm, Pác Ròm, Tổng Phườn.

## Lịch sử
Địa bàn xã Nam Quang hiện nay trước đây vốn là hai xã Nam Quang và Tân Việt thuộc huyện Bảo Lâm.
Ngày 27 tháng 10 năm 2006, Chính phủ ban hành Nghị định số 125/2006/NĐ-CP về việc thành lập xã Nam Cao trên cơ sở điều chỉnh 7.507 ha diện tích tự nhiên và 2.587 nhân khẩu của xã Nam Quang.
Sau khi điều chỉnh, xã Nam Quang còn lại 4.978 ha diện tích tự nhiên và 2.985 người.
Ngày 9 tháng 9 năm 2019, Hội đồng Nhân dân tỉnh Cao Bằng ban hành Nghị quyết số 27/NQ-HĐND về việc:
- Sáp nhập các xóm thuộc xã Nam Quang:

1. Giữ nguyên 3 xóm: Nà Rình, Pác Ròm, Tổng Phườn
2. Sáp nhập ba xóm Thẳm Xiềm, Nà Dịm, Đon Sài thành xóm Đon Sài
3. Sáp nhập hai xóm Nà Viềng và Nà Héng thành xóm Nà Héng
4. Sáp nhập hai xóm Phiêng Phăng và Nậm Ròm thành xóm Nậm Ròm

- Sáp nhập các xóm thuộc xã Tân Việt:

1. Giữ nguyên 4 xóm: Khuổi Qua, Khuổi Hẩu, Nà Đấng, Nà Pù
2. Sáp nhập hai xóm Khùng Khoảng và Lũng Chang thành xóm Khâu Cà.

Trước khi sáp nhập, xã Nam Quang có diện tích 47,80 km², dân số là 3.230 người, mật độ dân số đạt 68 người/km², có 6 xóm: Đon Sài, Nà Héng, Nà Rình, Pác Ròm, Tổng Phườn, Nặm Ròm. Xã Tân Việt có diện tích 24,90 km², dân số là 1.689 người, mật độ dân số đạt 68 người/km², có 5 xóm: Khâu Cà, Khuổi Qua, Khuổi Hẩu, Nà Đấng, Nà Pù.
Ngày 10 tháng 1 năm 2020, Ủy ban Thường vụ Quốc hội ban hành Nghị quyết số 864/NQ-UBTVQH14 về việc sắp xếp các đơn vị hành chính cấp huyện, cấp xã thuộc tỉnh Cao Bằng (nghị quyết có hiệu lực từ ngày 1 tháng 2 năm 2020). Theo đó, sáp nhập toàn bộ diện tích và dân số của xã Tân Việt vào xã Nam Quang.